# Chiesa di San Michele Arcangelo (Sant'Angelo di Piove di Sacco)
La chiesa di San Michele Arcangelo è la parrocchiale di Sant'Angelo di Piove di Sacco, in provincia e diocesi di Padova; fa parte del vicariato di Legnaro.

## Storia
La prima citazione di una chiesa a Sant'Angelo risale al 1198. Dalla relazione della visita pastorale del vescovo Pietro Barozzi s'apprende che la chiesa era a tre navate e che aveva tre altari. Nel secolo successivo, però, la stessa, poiché versava in pessime condizioni, fu riedificata ad una sola navata e dotata di cinque altari, scesi a quattro nel XVII secolo. L'attuale parrocchiale venne costruita nel 1765 e nel 1771 il campanile subì un intervento di restauro. La chiesa fu abbellita e restaurata tra il 1890 ed il 1893, tra il 1913 ed il 1914, nel 1954, anno in cui anche la torre campanaria venne ristrutturata, e nel 1998.

## Interno
Opere conservate all'interno della chiesa sono una pala del 1768 di canaletto in cui è dipinto San Michele, l'altare policromo di San Matteo, costruito nel 1673, una statua seicentesca di Sant'Antonio di Padova, il marmoreo fonte battesimale, ai lati del quale sono poste le statue di Sant'Angelo e di Santa Maria Maddalena de' Pazzi, forse scolpite di Giovanni Bonazza, l'altare laterale di San Giovanni Battista, che è impreziosito da una pala dell'Incoronazione della Madonna con San Giovanni Battista, Pietro e Paolo, opera del  padovano Michele Primon datata 1664.